# 115331 Shrylmiles
115331 Shrylmiles este un asteroid din centura principală de asteroizi.

## Descriere
115331 Shrylmiles este un asteroid din centura principală de asteroizi. A fost descoperit pe 29 septembrie 2003 la Junk Bond Observatory de David Healy (astronom). Asteroidul prezintă o orbită caracterizată de o semiaxă mare de 2,80 ua, o excentricitate de 0,17 și o înclinație de 14,6° în raport cu ecliptica.